# 小行星2741
小行星2741（2741 Valdivia）是一颗围绕太阳公转的小行星。1975年12月1日，卡洛斯·托雷斯、塞爾吉奧·巴洛斯（Sergio Barros）在Cerro El Roble发现了此天体。
該小行星以西班牙征服者佩德羅·德·巴爾迪維亞命名。
这颗小行星的绝对星等为91.24123等。